# Oeventroper Ruhrtalgrund
Der Oeventroper Ruhrtalgrund ist eine kleinteilige naturräumliche Untereinheit mit der Ordnungsnummer 334.11 des Oeventroper Ruhrtals (334.1) innerhalb des Nordsauerländer Oberlands (334). Er umfasst laut dem Handbuch der naturräumlichen Gliederung Deutschlands die Sohle des Durchbruchstals der mittleren Ruhr zwischen dem Mescheder Ortsteil Freienohl und dem Arnsberger Ortskern, die im Süden von den Rumbecker Hängen (334.10) und im Norden von den Glösingen-Enster Hängen (334.12) eingerahmt ist. Benannt ist der Naturraum nach dem Arnsberger Ortsteil Oeventrop, der sich neben den weiteren Ortsteilen Uentrop und Rumbeck in Tallage befindet.
Der Talgrund liegt etwa auf 200 m ü. NN und besitzt im Verlauf unterschiedlich breite Wiesenauen. Sanfte Gleithänge wechseln sich mit lößlehmbedeckten Flussterrassen ab, die von der stark mäandernden Ruhr gebildet wurden. Markant ist die im Arnsberger Zentralort am Ende des Naturraums gelegene enge Doppelschlinge der Ruhr, die in den aus harten Kieselschiefern und -kalken der Kulm-Fazies bestehenden Arnsberger Sattel eingeschnitten ist. Diese Doppelschlinge wird auch Arnsberger Ruhrtalbogen genannt. Im Gestein wurde bis 1890 bei Gut Wintrop in der Caspari-Zeche Antimonerze abgebaut.
An der engsten Stelle sperrt ein widerständiger Terrassensporn, Arnsberger Riegel genannt, den Flusslauf. Auf dem Terrassensporn, der von der Oberen Ruhrtalbahn mittels des 277 m langen Schlossbergtunnels unterquert wird, liegt unter anderem die Arnsberger Oberstadt mit dem Arnsberger Schloss. Der Terrassensporn hemmt im Winter an windstillen Tagen und in kühlen Nächten den Abfluss kalter Luft, die von den Hängen ins Tal strömt. Dennoch ist der windgeschützte Talgrund klimatisch milde mit etwa 8 °C Jahresmitteltemperatur. Auf den sonnenzugewandten Unterhängen gedeihen vorzugsweise Eichen-Hainbuchen-Wälder.